# Bonellia umbellata
Bonellia umbellata là một loài thực vật có hoa trong họ Anh thảo. Loài này được (A.DC.) B.Ståhl & Källersjö mô tả khoa học đầu tiên năm 2004.